# Haus der kleinen Wunder
Das Haus der kleinen Wunder war ein Museum in Bischofsheim in der Rhön. 

## Geschichte
Eröffnet wurde das Haus der kleinen Wunder aufgrund einer Initiative von Matthias Wild am 18. Januar 2007. Es befand sich in der ehemaligen Bullenhaltung der Stadt Bischofsheim, einem über 100 Jahre alten Gebäude, und bot Exponate und Experimente rund um die Sinne Sehen, Riechen, Fühlen und Hören, sowie Denkaufgaben. Am 28. Oktober 2012 wurde das Museum aus wirtschaftlichen Gründen geschlossen.

## Konzept
Die Idee des Museums bestand darin, dass die Besucher durch Experimente ihre Sinne wahrnehmen und neu erfahren.

## Bereiche
- Sehen: Im Bereich Sehen fanden sich optische Täuschungen und Experimente rund ums Licht, so z. B., dass Licht sogar die Kraft hat, Dinge zu bewegen.
- Riechen: In einem Duftgarten gab es Pflanzen, die nach allem außer Pflanzen duften.
- Fühlen: In diesem Bereich konnte man im Barfußpfad über Glas laufen oder raten, was man gerade in verschiedenen Amphoren fühlt. Des Weiteren gab es einen Dunkelgang und eine Dunkelbar im Museum.
- Hören: In diesem Abschnitt konnte man Schallwellen sichtbar machen oder seine Stereo-Hörfähigkeit testen.
- Logeleien: Hier fanden sich Denkaufgaben für Groß und Klein.
- Außenbereich: Im Außenbereich gab es ein Dinoland, in dem man Knochen und Fossilien ausgraben konnte, einen Duft- und Kräutergarten, ein Baumrätsel sowie verschiedene Spiele.[3][4]